# アンドレ・マランヌ
アンドレ・マランヌ（André Maranne、1926年5月14日 - 2021年4月12日）は、フランス出身の俳優。『ピンク・パンサー』シリーズにフランソワ刑事役でレギュラー出演していたことで知られる。
長らく生年月日に関する正確な情報が出回っておらず、引退したかについても公式な発表がなかったため、1992年に死去したという誤った情報が複数の言語の情報で出回っていたが、2021年に死去した際にフランス語と英語のニュース記事で生年月日や引退時期についての情報が明らかにされた。なお、『ピンク・パンサー』シリーズの最終作で、マランヌ引退後に制作された、『ピンク・パンサーの息子』ではダーモット・クローリーがフランソワ刑事を演じている。

## 出演作品
- アフリカ残酷物語 食人大統領アミン
- ピンク・パンサー5 クルーゾーは二度死ぬ
- ピンク・パンサー4
- ピンクパンサー3
- ピンク・パンサーX
- ピンク・パンサー2
- 暁の出撃
- 死刑台への招待
- 暗闇でドッキリ